# Sylvia Townsend Warner
Sylvia Nora Townsend Warner (Harrow on the Hill, 6 de dezembro de 1893 – 1 de maio de 1978) foi uma romancista, poetisa e musicóloga inglesa, conhecida por obras como Lolly Willowes, The Corner That Held Them e Kingdoms of Elfin. Seu avô paterno, o reverendo George Townsend Warner, foi diretor do Newton Abbot Proprietary College em Devon, onde ensinou Arthur Quiller Couch, Bertram Fletcher Robinson e Percy Fawcett.

## Primeiros anos e vida pessoal
Sylvia Townsend Warner nasceu em Harrow on the Hill, Middlesex, é filha única de George Townsend Warner e sua esposa Eleanor "Nora" Mary (nascida Hudleston). Seu pai era diretor da Harrow School e, por muitos anos, foi associado ao prestigioso Prêmio History Prize, que foi alterado para Prêmio de História Townsend Warner após sua morte em 1916. Quando criança, Warner foi educada em casa por seu pai depois de ser expulsa do jardim de infância por imitar os professores. Ela tinha inclinação musical e, antes da Primeira Guerra Mundial, planejou estudar em Viena com Schöenberg. Ela teve uma infância aparentemente idílica na zona rural de Devonshire, mas foi fortemente afetada pela morte de seu pai. Ela se mudou para Londres e trabalhou em uma fábrica de munições no início da Primeira Guerra Mundial.
Em 1923, ela conheceu TF Powys, cuja escrita influenciou a sua e cujo trabalho ela por sua vez encorajou. As duas se tornaram amigas, e seu romance de estreia, Lolly Willowes, foi publicado pouco depois, em 1926. Desde seu primeiro trabalho, ficou claro que o foco de Warner era subverter as normas sociais; mais tarde, ela usaria intensamente os temas de rejeição à Igreja, necessidade de empoderamento feminino e independência em suas obras. Foi na casa de Powys que Warner conheceu Valentine Ackland, uma jovem poetisa; as duas mulheres se apaixonaram, foram morar juntas em 1930 e acabaram se estabelecendo em Frome Vauchurch, Dorset, em 1937. Seu relacionamento com Ackland inspirou muitas das obras de Warner, e o casal colaborou em uma coleção de poemas, Whether a Dove or a Seagull, publicada em 1933. O relacionamento de Warner e Ackland foi tumultuado em parte devido à infidelidade de Ackland, que incluiu um caso com a colega escritora Elizabeth Wade White. Alarmados pela crescente ameaça do fascismo, ambos se tornaram ativos no Partido Comunista, e os ideais marxistas encontraram seu caminho nas obras de Warner. Warner participou do II Congresso Internacional de Escritores em Defesa da Cultura, realizado em Valência entre 4 e 17 de julho de 1937, enquanto servia na Cruz Vermelha durante a Guerra Civil Espanhola. Após a guerra, Warner e Ackland retornaram permanentemente para a Inglaterra, vivendo juntos até a morte de Ackland em 1969. Em 1950 e 1951, eles alugaram Great Eye Folly em Salthouse, onde Warner escreveu seu último romance, The Flint Anchor (publicado em 1954).
Após a morte de Warner em 1978, suas cinzas foram enterradas com as de Ackland em St Nicholas, Chaldon Herring, Dorset.

## Carreira literária
No início de sua carreira, Warner pesquisou música dos séculos XV e XVI. A partir de 1917, ela trabalhou regularmente como uma das editoras da Tudor Church Music, dez volumes publicados pela editora Oxford University Press na década de 1920 com o apoio do Carnegie UK Trust. O editor principal foi inicialmente Sir Richard Terry, que, como Mestre de Música na Catedral de Westminster, foi um pioneiro no renascimento do repertório vocal Tudor. Warner obteve a obra como protegida de seu amante e professor de música, Sir Percy Buck, que estava no comitê editorial.
Warner estava envolvida em viagens para estudar o material de origem e na transcrição da música para notação musical moderna para publicação. Warner escreveu uma seção sobre notação musical para a Oxford History of Music (apareceu no volume introdutório de 1929).
Seu primeiro livro publicado foi a coleção de poesias The Espalier, de 1925, que foi elogiada por AE Housman e Arthur Quiller-Couch. Ela foi encorajada a escrever ficção por David Garnett. Os romances de Warner incluíam Lolly Willowes (1926), Mr Fortune's Maggot (1927), Summer Will Show (1936) e The Corner That Held Them (1948). Temas recorrentes são evidentes em várias de suas obras. Isso inclui uma rejeição ao cristianismo (em Mr Fortune's Maggot e em Lolly Willowes, onde a protagonista se torna uma bruxa); a posição das mulheres em sociedades patriarcais (Lolly Willowes, Summer Will Show, The Corner that Held Them); sexualidade ambígua ou bissexualidade (Lolly Willowes, Mr Fortune's Maggot, Summer Will Show); e descrições líricas de paisagens. O livro Maggot do Sr. Fortune, sobre um missionário nas ilhas do Pacífico, foi descrito como um "romance satírico e anti-imperialista". Em Summer Will Show, a heroína, Sophia Willoughby, viaja para Paris durante a revolução francesa de 1848 e se apaixona por uma mulher. The Corner That Held Them (1948) centra-se na vida de uma comunidade de freiras num convento medieval.
Os contos de Warner incluem as coleções A Moral Ending and Other Stories, The Salutation, More Joy in Heaven, The Cat's Cradle Book, A Garland of Straw, The Museum of Cheats . Winter in the Air, A Spirit Rises, A Stranger with a Bag, The Innocent and the Guilty e One Thing to Another. Seu trabalho final foi uma coleção de contos interconectados ambientados nos Kingdoms of Elfin. Muitas dessas histórias foram publicadas no The New Yorker. Além de ficção, Warner escreveu artigos antifascistas para publicações de esquerda como Time and Tide e Left Review.
Após a morte do romancista TH White, Warner teve acesso aos seus papéis. Ela publicou uma biografia que o The New York Times declarou "uma pequena obra-prima que pode muito bem ser lida muito depois que os escritos de seu assunto tenham sido esquecidos". O amigo de longa data e agente literário de White, David Higham, no entanto, questionou o trabalho de Warner, sugerindo um viés em sua abordagem devido à sua própria homossexualidade: ele deu a Warner o endereço de um dos amantes de White "para que ela pudesse entrar em contato com alguém tão importante na história de Tim. Mas ela nunca, a garota me disse, deu esse passo. Então ela foi capaz de apresentar Tim de tal forma que um crítico poderia chamá-lo de homossexual furioso. Talvez um caso heterossexual a fizesse corar".
Warner produziu vários livros de poesia, incluindo Opus 7, um poema pastoral do tamanho de um livro sobre uma idosa vendedora de flores. A hostilidade crítica e pessoal recebida pelo livro de autoria conjunta Whether a Dove or a Seagull em 1933 efetivamente pôs fim às carreiras poéticas públicas de Warner e Ackland. Foi somente com a publicação póstuma de Collected Poems, de Warner, em 1982, que a extensão e o significado de sua poesia se tornaram evidentes, com poemas datados de 1914 a 1978. Os poemas escolhidos de Ackland, Journey from Winter, não foram publicados até 2008.
Embora Warner nunca tenha escrito uma autobiografia, Scenes of Childhood foi compilado após sua morte em 1º de maio de 1978, aos 84 anos, com base em curtas reminiscências publicadas ao longo dos anos na New Yorker . Ela também traduziu Contre Sainte-Beuve de Marcel Proust do original em francês para o inglês. Na década de 1970, ela se tornou conhecida como uma escritora importante de sentimento feminista ou lésbico, e seus romances estavam entre os primeiros a serem revividos pela Virago Press. Cartas selecionadas de Warner e Valentine Ackland foram publicadas duas vezes: Wendy Mulford foi coautor uma coleção intitulada This Narrow Place em 1988, e dez anos depois Susanna Pinney publicou outra seleção, I'll Stand by You.

## Obras publicadas

### Musicologia
- Tudor Church Music (em inglês). Editado por RR Terry, [EH Fellowes, ST Warner, A. Ramsbotham e PC Buck,] etc.

### Romance
- 1926: Lolly Willowes (em inglês)
- 1927: Mr Fortune's Maggot (em inglês)
- 1929: The True Heart (em inglês)
- 1936: Summer Will Show (em inglês)
- 1938: After the Death of Don Juan (em inglês)
- 1948: The Corner That Held Them (em inglês)
- 1954: The Flint Anchor (em inglês) (VT. The Barnards of Loseby, 1974)

### Não-ficção
- 1967: TH White: Uma Biografia (em inglês)

### Conto
- 1928: The Maze: A Story To Be Read Aloud (em inglês)
- 1929: Some World Far From Ours; and Stay, Corydon, Thou Swain (em inglês)
- 1930: Elinor Barley (em inglês)
- 1931: A Moral Ending and Other Stories (em inglês)
- 1932: The Salutation (em inglês)
- 1935: More Joy in Heaven and Other Stories (em inglês)
- 1939: 24 Short Stories, com Graham Greene e James Laver (em inglês)
- 1940: The Cat's Cradle Book (em inglês)
- 1940: The Phoenix (em inglês)
- 1943: A Garland of Straw and Other Stories (em inglês)
- 1947: The Museum of Cheats (em inglês)
- 1955: Winter in the Air and Other Stories (em inglês)
- 1962: A Spirit Rises (em inglês)
- 1966: A Stranger with a Bag and Other Stories (em inglês).- VT. Swans on an Autumn River (em inglês)
- 1971: The Innocent and the Guilty (em inglês)
- 1977: Kingdoms of Elfin (em inglês)

### Literatura póstuma
- 1981: Scenes of Childhood (em inglês)
- 1984: One Thing Leading to Another and Other Stories, editado por Susanna Pinney (em inglês)
- 1988: Selected Stories, editado por Susanna Pinney e William Maxwell (em inglês)
- 2001: A Música em Long Verney (em inglês)

### Poesia
- 1925: The Espalier (em inglês)
- 1928: Time Importuned (em inglês)
- 1931: Opus 7 (em inglês)
- 1933: Whether a Dove or Seagull (em inglês). Em conjunto com Valentine Ackland.
- 1957: Boxwood (em inglês). Colaboração com o gravador de madeira Reynolds Stone.
- 1982: Collected Poems (em inglês)
- 1985: Collected Poems (em inglês). Carcanet Press
- 2008: New Collected Poems (em inglês). Carcanet Press